# Criterium Asów 1959
Criterium Asów 1959 – 9. edycja turnieju żużlowego, po raz trzeci poświęcona pamięci polskiego żużlowca, Zbigniewa Raniszewskiego odbył się 9 sierpnia 1959. Zwyciężył Stanisław Tkocz.

## Wyniki
- 9 sierpnia 1959 (niedziela), Stadion Polonii Bydgoszcz
- NCD: Mieczysław Połkard - 86,10[1]

| Msc. | Zawodnik               | Klub           | Pkt |               |  |
| ---- | ---------------------- | -------------- | --- | ------------- |  |
| 1    | Stanisław Tkocz        | Rybnik         | 15  | (3,3,3,3,3)   |  |
| 2    | Konstanty Pociejkowicz | Wrocław        | 12  | (brak danych) |  |
| 3    | Henryk Żyto            | Leszno         | 12  | (brak danych) |  |
| 4    | Marian Philipp         | Rybnik         | 10  | (brak danych) |  |
| 5    | Mieczysław Połukard    | Bydgoszcz      | 9   | (3,3,3,d,d)   |  |
| 6    | Rajmund Świtała        | Rybnik         | 9   | (brak danych) |  |
| 7    | Joachim Maj            | Leszno         | 8   | (brak danych) |  |
| 8    | Jaroslav Machač        | Czechosłowacja | 8   | (brak danych) |  |
|      | Luboš Tomíček          | Czechosłowacja | ?   | (brak danych) |  |

Uwaga!: brak danych 9-16 mce.